# Точильное (Воронежская область)
Точильное — хутор в составе Латненского сельского поселения Семилукского района Воронежской области.

## Население
| 2010 |
| ---- |
| 0    |